# PRMX
1.er Album Remix del Dueto J-Pop, Puffy AmiYumi. Contiene Remixs de las Canciones más Populares, con Ritmos de Electrónica, Funk, y Mucha Influencia Rítmica, un Verdadero CD de Remix. Contiene Canciones desde AmiYumi hasta Fever*Fever. Además este Álbum, Esta Disponibles en 3 LP, con Temas Inéditos.

## Canciones
1. "Wild Girls Circuit (サーキットの娘, Circuit no Musume; Sakitta no Musume)"／the readymade JBL mix '99
2. "That's the Way It Is (これが私の生きる道,; Kore ga Watashi no Ikiru Michi)"／the readymade; darlin'of discotheque track
3. "Electric Beach Fever (渚にまつわるエトセトラ, Nagisa ni Matsuwaru Et Cetera; Nagisa Beach Fever)"／TAKE ME TO THE DISCO
4. "Sign Of Love (愛のしるし; Ai no Shirushi)"／CAPTAIN FUNK'S パフィー DE サンバ MIX
5. "Talalan (たららん; Tararan)"／CUBISMO GRAFICO OBRIGADO MIX
6. "True Asia (アジアの純真; Asia no Junshin)"／MALCOLM McLAREN CD MIX
7. "Sign Of Love (愛のしるし; Ai no Shirushi)"／☆ＭＩＸ
8. "Always Dreamin' About You"／PROPHETS OF DREAM MIX
9. "True Asia (アジアの純真; Asia no Junshin)"／SGT. TOSH MIX
10. "For Our Dreams (夢のために; Yume no Tame ni)"／EJ'S PIZZA MAN MIX
11. "Mother"(マザー)／H.W. MOTHER TRAIN MIX
12. "Curiously (ネホリーナ　ハホリーナ; Nehori-na Hahori-na)"／BAD ATTITUDE MIX
13. "Puffy de Rumba (パフィー de ルンバ)"／WATERMELON REMIX

- Datos: Q5474668